# Arenaria orbignyana
Arenaria orbignyana är en nejlikväxtart som beskrevs av Weddell. Arenaria orbignyana ingår i släktet narvar, och familjen nejlikväxter. Inga underarter finns listade i Catalogue of Life.